# SkyWest
SkyWest – amerykańskie regionalne linie lotnicze, z siedzibą w St. George, w stanie Utah.
Przewoźnik zarządza i operuje flotą samolotów realizujących połączenia na 557 kierunkach krajowych oraz międzynarodowych do Kanady i Meksyku w ramach siatki lotów czterech największych amerykańskich linii lotniczych. Są to Delta Air Lines, United Airlines, American Airlines i Alaska Airlines.

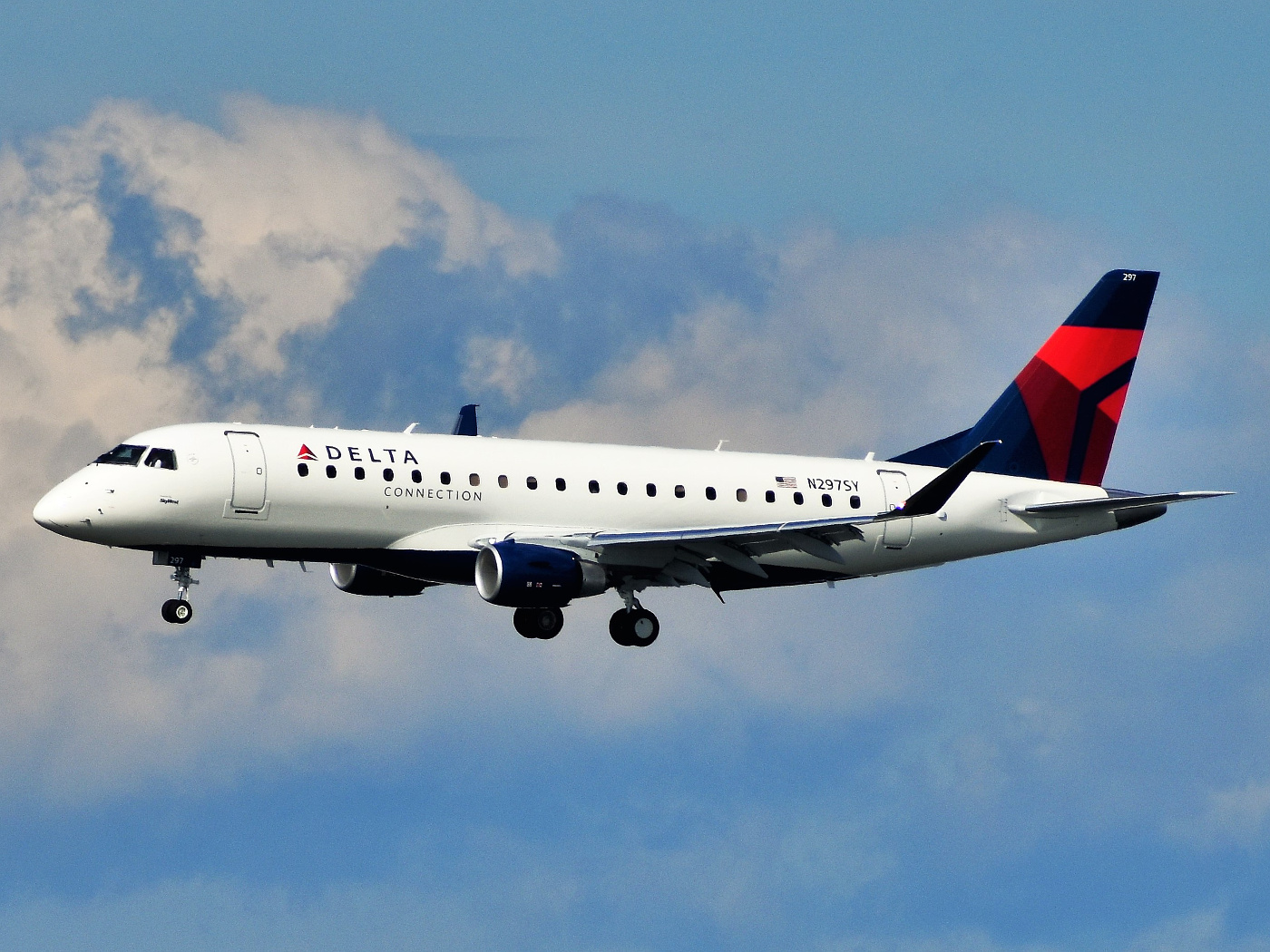
Embraer 175 należący do SkyWest, realizujący połączenia dla Delta

## Flota
Według stanu na maj 2025 flota SkyWest składała się z 577 samolotów o średnim wieku 14,1 lat:
| Samolot           | Samolot | Samolot   | Liczba miejsc | Liczba miejsc | Liczba miejsc | Uwagi |
| Model             | Aktywne | Zamówione | B             | E             | Łącznie       | Uwagi |
| ----------------- | ------- | --------- | ------------- | ------------- | ------------- | ----- |
| Bombardier CRJ200 | 130     | -         | -             | 50            | 50            |       |
| Bombardier CRJ700 | 138     | -         | 10            | 40            | 50            |       |
| Bombardier CRJ700 | 138     | -         | 9             | 56            | 65            |       |
| Bombardier CRJ700 | 138     | -         | 9             | 60            | 69            |       |
| Bombardier CRJ700 | 138     | -         | 6             | 64            | 70            |       |
| Bombardier CRJ900 | 47      | -         | 9             | 56            | 65            |       |
| Bombardier CRJ900 | 47      | -         | 12            | 58            | 70            |       |
| Bombardier CRJ900 | 47      | -         | 12            | 64            | 76            |       |
| Embraer ERJ-175   | 262     | -         | 12            | 58            | 70            |       |
| Embraer ERJ-175   | 262     | -         | 12            | 64            | 76            |       |
| Łącznie           | 577     | 0         |               |               |               |       |